# Holmes: Sherlock gegen Moriarty
Holmes: Sherlock gegen Moriarty oder nur Holmes (spanischer Originaltitel Holmes: Sherlock & Mycroft) ist ein Kartenspiel des spanischen Spieleautors Diego Ibáñez für zwei Personen. Das Spiel erschien 2015 beim Verlag Devir und wurde danach in mehreren Sprachen aufgelegt. Anfang 2017 erschien es für den deutschsprachigen Raum bei Kosmos Spiele in der Serie Spiele für Zwei.

## Thema und Ausstattung
Bei dem Spiel handelt sich um einen Wettstreit des fiktiven Detektivs Sherlock Holmes aus den Romanen von Arthur Conan Doyle gegen Professor Moriarty oder, im spanischen Original, gegen seinen Bruder Mycroft Holmes um die Aufklärung eines Anschlags auf das britische Parlament. Das Spiel wird als Kartensammelspiel mit einem Anteil Worker Placement gespielt.
Das Spielmaterial besteht neben der Spieleanleitung aus:
- einem Spielplan mit Rundenanzeiger und Kartenablage,
- 10 Personenkarten,
- 52 Hinweiskarten,
- 2 Übersichtskarten über die Personenfähigkeiten,
- 2 Rollenkarten (Sherlock Holmes und Moriarty), doppelseitig bedruckt für die Spielvariante „Sherlock & Moriarty“,
- 24 Einflussmarker in Form von Lupen,
- sechs Spielfiguren als Aktionsmarkern, jeweils drei in schwarz für Sherlock Holmes und grau für Moriarty, und
- 2 „Mycroft“-Karten für die Spielvariante „Mycroft“.

## Spielweise

### Spielvorbereitung
Zur Spielvorbereitung wird der Spielplan in der Tischmitte zwischen den beiden Spielern ausgelegt. Die 10 Personenkarten werden gemischt und als verdeckter Stapel auf das entsprechende Feld auf dem Spielplan abgelegt. Die Einflussmarker kommen unter den Spielplan als Vorrat. Die obersten beiden Karten dieses Personenstapels werden abgehoben und aufgedeckt auf die beiden Felder mit der Bezeichnung „Tag 1“ abgelegt. Neben diesen beiden Personen sind zudem zu Beginn des Spiels immer die bereits auf dem Plan aufgedruckten Personen Dr. Watson, Mrs. Hudson und Inspektor Lestrade verfügbar.
Die Spieler wählen, wer Sherlock Holmes und wer Moriarty spielt. Sie bekommen jeweils die zugehörige Rollenkarte, die entsprechenden drei Spielfiguren, sechs Einflussmarker und eine Übersichtskarte. Die Hinweiskarten werden ebenfalls gemischt und als verdeckter Hinweisstapel unter den Spielplan gelegt. Danach werden vier Hinweise gezogen und in einer Reihe offen neben den Stapel ausgelegt.

### Spielablauf
Das Spiel Holmes: Sherlock gegen Moriarty verläuft über insgesamt sieben Runden, die jeweils einem Tag entsprechen und aus jeweils drei Phasen bestehen. Die erste Phase wird in der ersten Runde übersprungen, in jeder der folgenden Runden wird auf das jeweils nächste freie Tagesfeld eine Personenkarte vom Personenstapel offen ausgelegt. Zudem werden die auf dem Spielplan aus der Vorrunde stammenden liegenden Aktionsmarker aufgestellt. In der darauf erfolgenden Ermittlungsphase wählen jeweils abwechselnd erst Sherlock und danach Moriarty je eine der offen liegenden Personen aus, um deren Fähigkeiten zu nutzen. Dafür legt der Spieler jeweils einen der Aktionsmarker auf diese Personenkarte, die noch keinen eigenen Marker besitzen darf, und die Ermittlungen laufen, bis alle sechs Aktionsmarker platziert wurden. Sind alle Marker gesetzt und alle Fähigkeiten gespielt, werden die liegenden Marker wieder aufgestellt. Befinden sich auf einer der Personen zwei Marker, wird diese umgedreht und steht damit in der nächsten Runde nicht zur Verfügung. Alle Karten, die in der Vorrunde umgedreht waren, werden abschließend wieder offen hingelegt und der neue Tag beginnt.
Über die Personenkarten stehen den Spielern verschiedene Fähigkeiten zur Verfügung. Sie können Einflussmarker erhalten, angezeigt über das Lupensymbol, die über andere Karten später gegen Hinweise eingetauscht werden können. Zudem können die Spieler Hinweiskarten aus der allgemeinen Auslage nehmen. Hinweise aus der offenen Auslage werden offen vor dem Spieler platziert, gleichartige Hinweise werden dabei in einer Reihe übereinander so angelegt, dass die Anzahl immer erkennbar ist. Bei einigen Personen müssen auch Karten abgeworfen werden, die auf den allgemeinen Ablagestapel kommen. Am Ende des jeweiligen Zuges werden die offenen Hinweise wieder aufgefüllt und falls der Hinweisstapel aufgebraucht ist, wird der Ablagestapel gemischt und bildet den neuen Hinweisstapel. Bei manchen Personen dürfen verdeckte Hinweise vom Hinweisstapel genommen oder vom Gegner gestohlen werden. Diese Karten werden vom jeweiligen Spieler angesehen und geheim, also verdeckt, neben die Reihen abgelegt. Verdeckte Karten werden erst am Ende in der Wertung aufgedeckt und sind immun gegen die Fähigkeiten der Personen. Neben den allgemeinen Hinweiskarten gibt es fünf Kartenfragmente, deren Wert bei der Endwertung mit ihrer Anzahl steigt, sowie Jokerkarten, die sofort nach Erhalt in jede beliebige Reihe gelegt werden und die Anzahl der Hinweise der Reihe erhöhen. Dabei ist nur ein Joker pro Hinweisreihe erlaubt und sie dürfen nicht zu den Kartenfragmenten gelegt werden. Wird der Joker allein abgelegt, darf in einem späteren Zug eine gestohlene oder verdeckte Karte darauf platziert werden.

### Spielende und Wertung
Das Spiel endet nach dem siebten Tag, nachdem beide Spieler jeweils ihre drei Aktionen durchgeführt haben. Darauf folgt eine Abrechnung, um den Sieger des Spiels zu bestimmen. Zu Beginn der Wertung decken die Spieler alle verdeckten Hinweise auf und legen sie in die entsprechenden Reihen. Zudem werden noch nicht zugewiesene Joker den Reihen zugewiesen, wobei weiterhin nur ein Joker in einer Reihe liegen darf. Für die Abrechnung gelten folgende Werte:
- Jeweils der Spieler, der mehr Hinweise der jeweiligen Art gesammelt hat, bekommt die Punkte für diese Hinweisart. Dabei wird die Punktezahl aus dem aufgedruckte Wert minus der Anzahl der Karten dieses Typs beim Gegner incl. Joker ermittelt. Bei einem Gleichstand bei einer Hinweisart bekommt keiner der Spieler Punkte.
- Besitzt ein Spieler alle Hinweise einer Art (Anzahl entspricht dem Wert), bekommt er drei Bonuspunkte.
- Die Kartenfragmente werden entsprechend der Anzahl, die ein Spieler hat, gewertet. Ein oder zwei Kartenfragmente sind dabei einen Punkt, drei Fragmente drei Punkte, vier Fragmente sechs Punkte und fünf Fragmente 10 Punkte wert.
- Joker, die erst bei Spielende zugewiesen wurden, zählen einen Minuspunkt. Kann ein Joker keiner Hinweisart mehr zugefügt werden, zählt er drei Minuspunkte.

Gewinner ist der Spieler mit der höchsten Gesamtpunktzahl. Bei einem Gleichstand entscheidet die Anzahl der Einflussmarker und wenn auch dieser Stand gleich ist, endet das Spiel unentschieden.

## Spielvarianten
In der Spieleanleitung von Spieleanleitung Holmes: Sherlock gegen Moriarty werden mehrere Varianten des Spiels beschrieben, die teilweise zusätzliches (vorhandenes Material) benötigen:
Alternativer Aufbau
Stadt zwei zufällige Personen vom Personenstapel auf „Tag 1“ zu legen, ziehen beide Spieler je verdeckt zwei Personen und suchen sich von denen je eine Person aus, die sie auf den Felder auslegen. Danach werden alle verbliebenen Karten erneut gemischt.
Sherlock & Moriarty
Für diese Variante wird die Rückseite der beiden Rollenkarten benötigt: Zu Beginn des Spiels dreht Moriarty seine Rollenkarte um und kann sich an beliebiger Stelle des Spiels eine Hinweiskarte aus der offenen Auslage reservieren. Diese legt er waagerecht vor sich ab und kann sie dann nehmen, wenn er eine normale Hinweiskarte nehmen könnte. Sobald er dies tut, dreht er seine Rollenkarte wieder um und Sherlock darf seine Karte umdrehen und im späteren Verlauf des Spiels ebenfalls eine Hinweiskarte reservieren und nehmen. Wird eine reservierte Hinweiskarte nicht genutzt, bekommt der entsprechende Spieler dafür in der Abschlusswertung drei Minuspunkte.
Mycroft
Für diese Variante werden eine oder beide der zusätzlich vorhandenen „Mycroft“-Karten benötigt. Diese werden unter den Personenstapel gemischt, nachdem die Auslage für Tag 1 gemacht wurde. Wird am Beginn eines Tages eine „Mycroft“-Karte aufgedeckt, wird diese ausgeführt und danach aus dem Spiel genommen, erst danach wird eine Personenkarte für den Tag ausgelegt.
1. Razzia: Beginnend mit Sherlock müssen beide Spieler abwechselnd zwei Mal je einen offenen Hinweis auf den Ablagestapel legen. Haben die Spieler keine Hinweiskarten, legen sie stattdessen jeweils 2 Einflussmarker ab.
2. Gala-Diner: Beginnend mit Sherlock legen beide Spieler je einen Aktionsmarker hin, haben an dem Tag also nur jeweils zwei Marker.

## Entwicklung und Rezeption
Das Spiel Holmes: Sherlock & Mycroft wurde von dem spanischen Spieleautor Diego Ibáñez entwickelt und 2015 von Devir in Spanien veröffentlicht. 2016 erschienen Ausgaben in englischer, polnischer und italienischer Sprache, 2017 folgten Übersetzungen auf Russisch, Chinesisch und Deutsch. Im deutschsprachigen Raum erschien das Spiel bei Kosmos Spiele zur Nürnberger Spielwarenmesse 2017 in der Serie Spiele für Zwei.

## Belege
1. 1 2 3 4 5 6 7 8 9  Spieleanleitung Holmes: Sherlock gegen Moriarty
2. ↑  Versionen von Holmes: Sherlock & Mycroft in der Spieledatenbank BoardGameGeek (englisch); abgerufen am 17. Oktober 2017.